# 兵庫県立福崎高等学校
兵庫県立福崎高等学校（ひょうごけんりつ ふくさきこうとうがっこう）は、兵庫県神崎郡福崎町福田に所在する公立高等学校。
第4学区に属する。2025年度より、兵庫県立夢前高等学校と統合し、兵庫県立播磨福崎高等学校となった。発表は2022年（令和4年）7月14日に兵庫県教育委員会より。11月17日には、当校の校地に統合校が設置されることが決定した。福崎高等学校が閉校するまでは、同じ校地に同じ校舎で福崎高等学校と播磨福崎高等学校が同時に存在する形となる。

## 沿革
- 1914年（大正3年） - 福崎村立実科女学校として開校
- 1918年（大正7年） - 神崎郡立福崎実業学校と改称
- 1922年（大正11年） - 県に移管し兵庫県立福崎実業学校と改称
- 1923年（大正12年） - 兵庫県立福崎高等女学校と改称
- 1948年（昭和23年） - 学制改革により兵庫県立福崎高等学校と改称し男女共学となる
- 1974年（昭和49年） - 夢前分校、神南分校が独立（現・兵庫県立夢前高等学校・兵庫県立香寺高等学校）
- 1977年（昭和52年） - 粟賀分校が独立（現・兵庫県立神崎高等学校）、単独校となる
- 1986年（昭和61年） - 理数コースを設置
- 2003年（平成15年） - 理数コースを総合科学コースに改編
- 2022年（令和4年）7月14日 - 兵庫県立夢前高等学校との統合が発表される[2]。
- 2022年（令和4年）11月17日 - 2025年度に開校する統合校は兵庫県立福崎高等学校の校地を使用することが決定[3]。

## 設置学科
- 全日制課程
  - 普通科（うち総合科学コース1クラス）

## 著名な教員
- 梶和三郎 - 校長（灘中学校・高等学校第3代校長）

## 著名な出身者
- 上田正樹（歌手、岐阜県立岐阜高等学校から転入）
- 大崎茂芳（化学者）
- 岸上大作（歌人）
- 木村卓寛（天津）
- 木村政雄（芸能プロモーター）
- 斎藤勝博（プロ野球選手）
- 谷本誠剛（児童文学研究者）
- 寺林峻（作家）
- 松岡義之（柔道家）
- 的山哲也（プロ野球選手）
- 森山京（童話作家）

## アクセス
- JR播但線福崎駅より徒歩5分